# Ректы
Ректы — деревня в Смоленской области России, в Дорогобужском районе.
Расположена в центральной части области в 10 км к юго-западу от Дорогобужа, в 10 км к югу от автодороги Р134 «Старая Смоленская дорога», в 7 км к востоку от автодороги Р137 Сафоново — Рославль.
Входит в состав Слойковского сельского поселения.
Население — 1 житель (2007 год).

## История
Название произошло от реки Рекотка, протекающей неподалёку. Известно как минимум с 1503 года, как село.
С момента первого упоминания село многократно входило в состав Литовских и Московских земель, и с 1654 года окончательно вошло в состав Московского государства.
Церковь неоднократно перестраивалась: до 1668 и по 1753 год была Пятницкой, 1753-1796 год — Смоленской Иконы Божией Матери (построена Фёдором Радищевым), 1796-1898 — Одигитрии и св. Мученика Никиты (в 1796 году построена стараниями священника Иоанна Глухарёва, перестроена в 1854 году Милёвской и Боярковым). В существующем виде церковь построена в 1898 году.
В своё время селом владели Храповицкие, Башевы, графы Ностиц, Раевские.
В августе — ноябре 1812 года село было оккупировано французскими войсками.
В 1859 году в селе было три двора. На 1880-е годы речка Рекотка около села была запружена плотинкой, работала мельница.
Известно о наличии в селе земской школы с 1887 года.
Немецкими войсками село занято в октябре 1941 года, 1 сентября 1943 года село освобождено в результате Ельнинско-Дорогобужской операции.
До начала 90-х годов XX века сельский храм был единственным действующим в Дорогобужском районе.
| 1859 | 1904 | 1924 | 1980-е | 2007 |
| ---- | ---- | ---- | ------ | ---- |
| 20   | 15   | 18   | 10     | 1    |

## Экономика
Недалеко от села найдены залежи кальцинированной губки.

## Достопримечательности

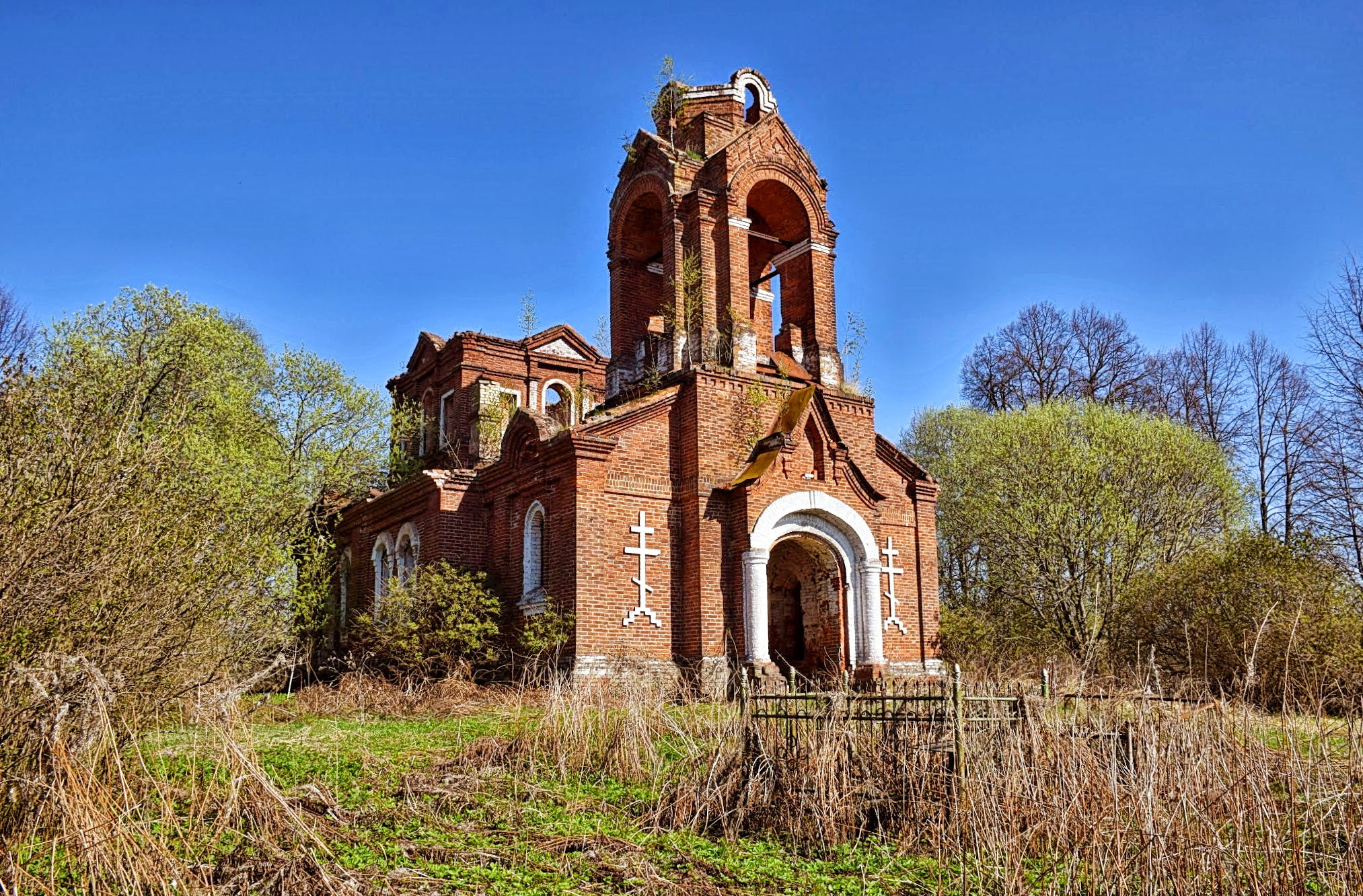
Храм в 2015 году

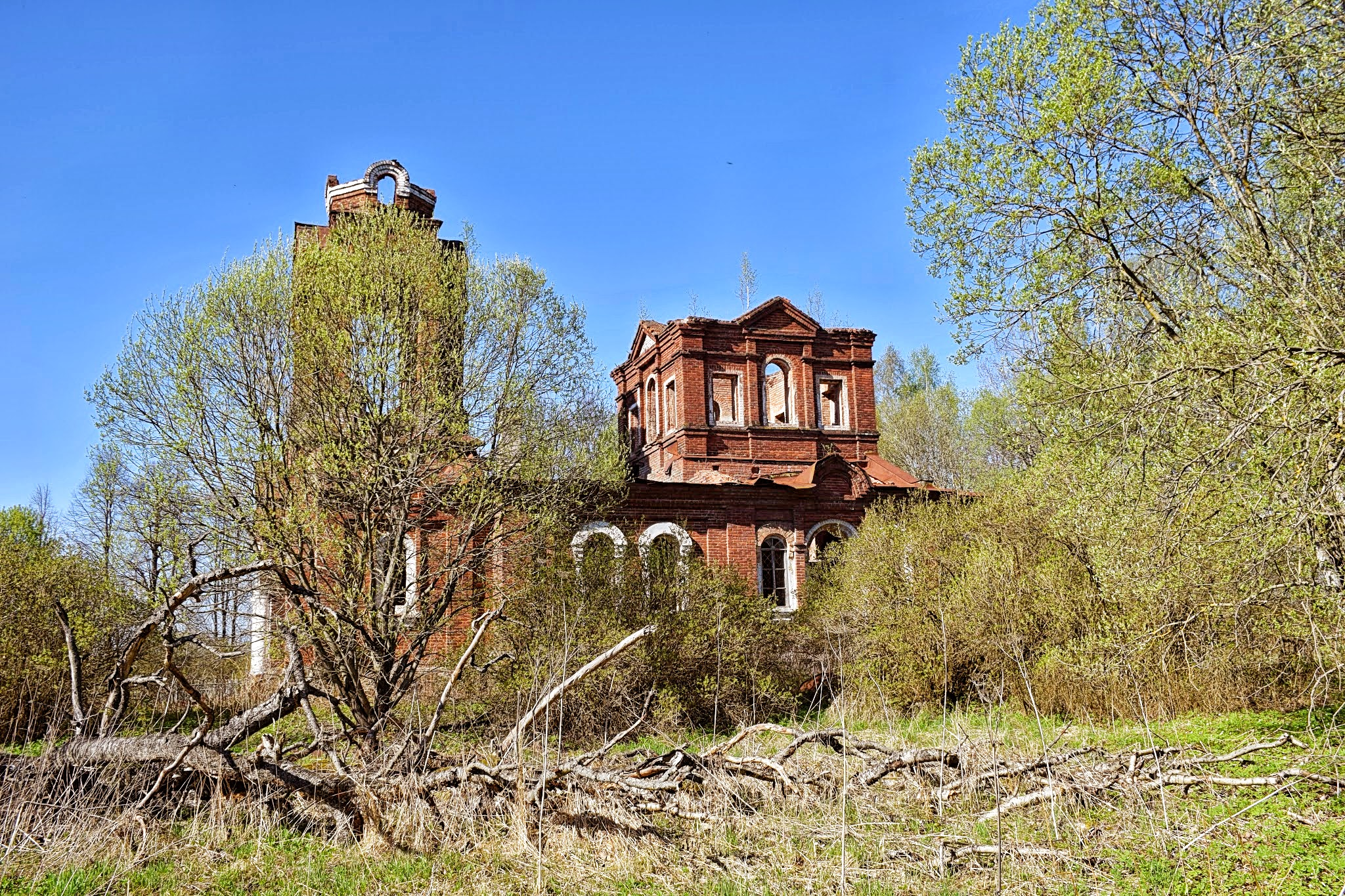
Храм в 2015 году

- Памятник архитектуры: Церковь Вознесения, 1898 год (сгорела в 2009 году)

- Памятник археологии: курганный могильник.